# Bulbostylis fasciculata
Bulbostylis fasciculata är en halvgräsart som beskrevs av Hendrik Uittien. Bulbostylis fasciculata ingår i släktet Bulbostylis och familjen halvgräs. Inga underarter finns listade i Catalogue of Life.